# Army of Me
Army of Me è una canzone della cantante islandese Björk ed il primo singolo tratto dall'album Post.

## Video musicale
Nel video musicale, diretto da Michel Gondry, la cantante guida un enorme camion, c'è un gorilla dentista ed una bomba in una galleria d'arte sveglia un fidanzato morto. Il video è particolare anche per l'utilizzo della tecnica del bullet time ed è il primo video ad usare tale tecnica, resa poi famosa dal film Matrix.

## Tracce

### CD1
1. Army of Me
2. Cover Me
3. You've Been Flirting Again (Icelandic)
4. Sweet Intuition

### CD2
1. Army of Me
2. Army of Me (ABA All Stars Mix)
3. Army of Me (Masseymix)
4. Army of Me (featuring Skunk Anansie)
5. Army of Me (Instrumental ABA All Stars Mix)

## Cover
Di questa canzone sono state realizzate delle cover, una della band Helmet, una della band Many Machines On Nine, una della band tedesca Caliban inclusa nel loro album The Undying Darkness ed una della band Moonlight nell'album Inermis. Di recente è stata realizzata un'ulteriore Cover in collaborazione con la Band Skunk Anansie per il film Sucker Punch (2011). Nel 2013 anche gli ERIS hanno realizzato la cover che hanno incluso nel loro primo e unico album.

## Classifiche
| Paese             | Posizione più alta |
| ----------------- | ------------------ |
| Australia         | 35                 |
| Belgio (Fiandre)  | 13                 |
| Belgio (Vallonia) | 17                 |
| Francia           | 22                 |
| Germania          | 55                 |
| Norvegia          | 17                 |
| Nuova Zelanda     | 26                 |
| Paesi Bassi       | 13                 |
| Regno Unito       | 10                 |
| Svezia            | 12                 |
| Svizzera          | 28                 |